# Maura Viceconte
Maura Viceconte (Susa, 1967. október 3. – Chiusa di San Michele, 2019. február 10.) Európa-bajnoki bronzérmes olasz atléta, hosszútávfutó.

## Pályafutása
Az 1998-as budapesti Európa-bajnokságon maratonon bronzérmet szerzett. Részt vett az 1996-os atlantai és a 2000-es sydneyi olimpián. Sydneyben a maratoni versenyben a 12. helyen végzett.
2019. február 10-én öngyilkosságot követett el.

## Sikerei, díjai
- Európa-bajnokság
  - bronzérmes: 1998 (maraton)